# یواس‌اس کورجیدور (سی‌وی‌یی-۵۸)
یواس‌اس کورجیدور (سی‌وی‌یی-۵۸) (به انگلیسی: USS Corregidor (CVE-58)) یک کشتی بود که طول آن ۵۱۲ فوت ۴ اینچ (۱۵۶٫۱۶ متر) بود. این کشتی در سال ۱۹۴۳ ساخته شد.